# Cadiot-Chodkiewicz-Kupplung
Die Cadiot-Chodkiewicz-Kupplung ist eine chemische Reaktion, die in der Organischen Chemie zur Kupplung zweier endständiger Alkine zu Diinen benutzt wird. Die Reaktion wird durch Kupfersalze katalysiert. Als Edukte werden ein terminales Alkin und ein Bromalkin benötigt: 
Die Cadiot-Chodkiewicz-Kupplung ist eine Weiterentwicklung der Glaser-Kupplung und somit ebenfalls mit der Hay-Kupplung und der Eglinton-Kupplung verwandt.

## Reaktionsmechanismus
Der Reaktionsverlauf geht vom terminalen Alkin aus. Dieses wird zuerst vom Kupfer(I)-Ion durch Bildung eines π-Komplexes assoziiert. Durch den dadurch entstandenen erheblichen Elektronenmangel am Alkin wird der pKa-Wert von ca. 30 auf unter 9 erniedrigt. Durch diese sog. Aktivierung kann das Alkin im Folgeschritt deprotoniert werden.  Hierzu werden Basen wie beispielsweise Triethylamin verwendet. Gleichzeitig bildet sich eine Kupfer(I)-organische Verbindung, an die das Bromalkin oxidativ addiert. Die dadurch gebildete wenig stabile Kupfer(III)-Verbindung zerfällt in einem schnellen Folgeschritt durch reduktive Eliminierung zum Diin und Kupfer(I)-bromid, das zur Assoziation eines neuen terminalen Alkins zur Verfügung steht. Auf diese Weise wird der Katalysator wiederhergestellt.